# Buchengallmücke

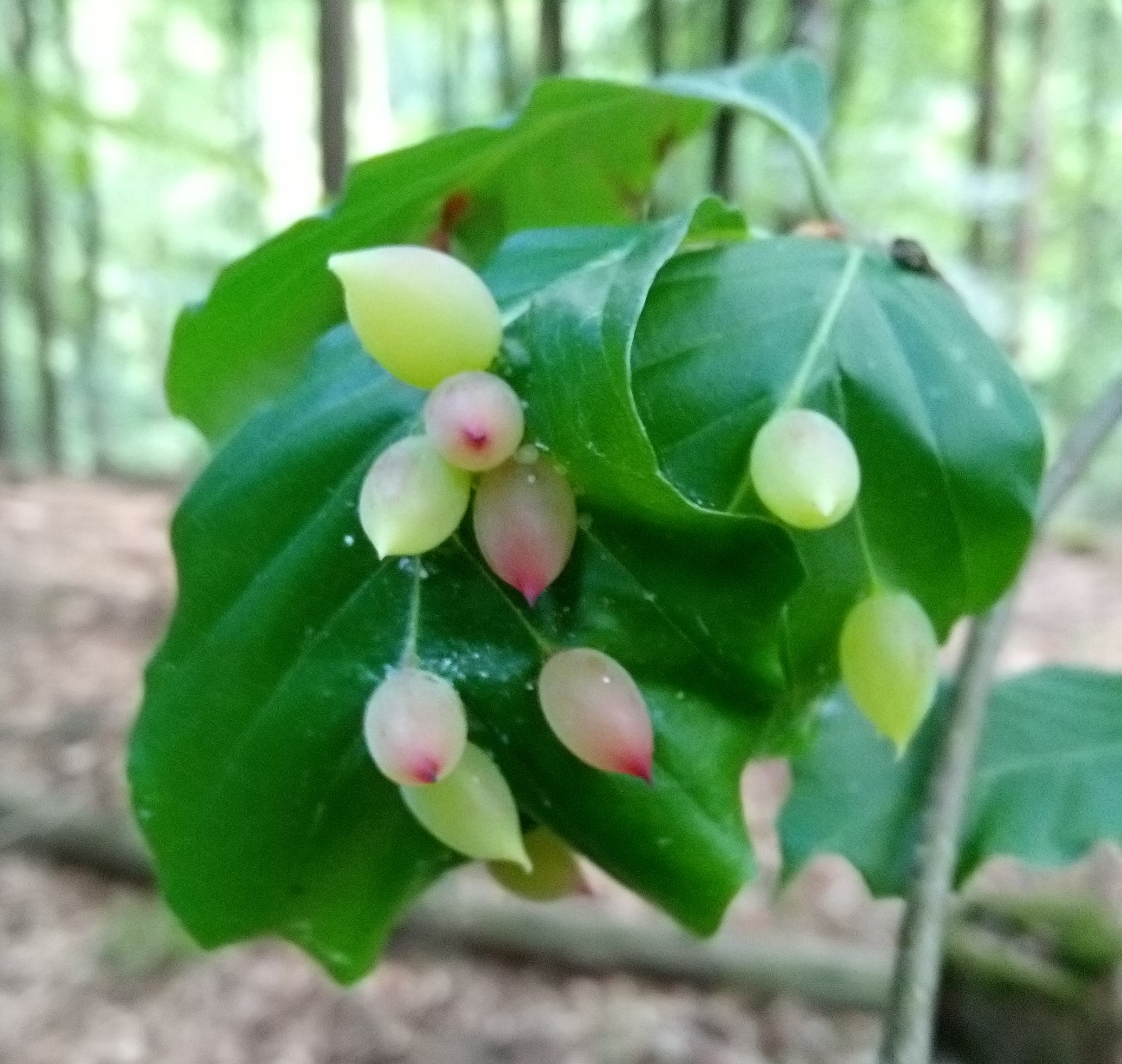
Jüngere Gallen sind grünlich gefärbt

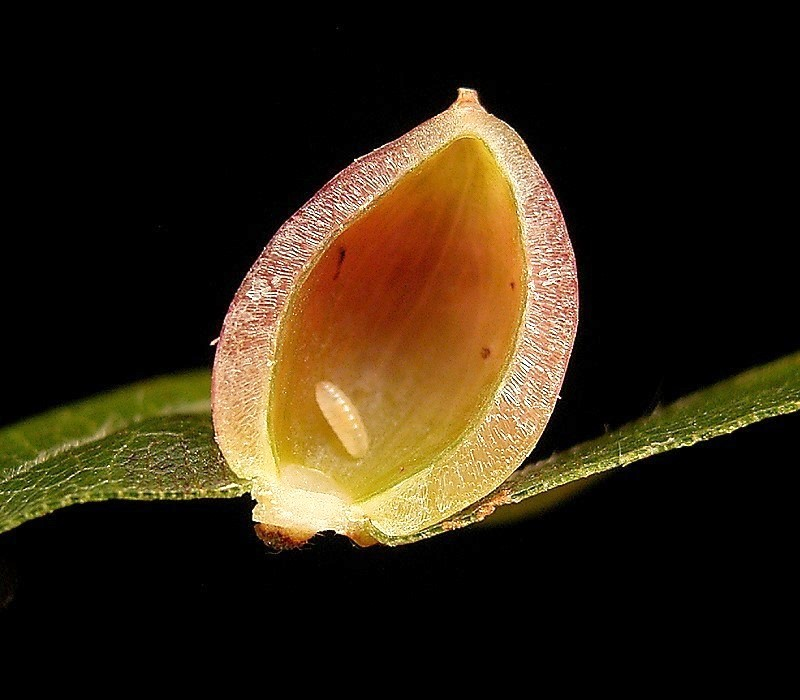
Eine Larve in einer aufgeschnittenen Galle

Die Buchengallmücke (Mikiola fagi), auch Große Buchenblattgallmücke genannt, ist eine Art der Gallmücken und in Europa beheimatet. Sie ist eine andere Art als die ebenfalls auf Rotbuchen lebende Gallmücke Hartigiola annulipes, die auch manchmal als Buchengallmücke bezeichnet wird.

## Merkmale
Die kleinen, unscheinbaren Mücken erreichen eine Körperlänge von 4–5 mm und sind braunschwarz gefärbt. Der Hinterleib der Männchen ist gelbbraun, der der Weibchen rötlich. Auffälliger als die erwachsenen Tiere sind jedoch die zitronenförmigen, 3–12 mm langen, hartwandigen Gallen, in denen die ausgewachsen 4 mm langen, weißen Larven leben. Junglarven sind nur mit der Lupe erkennbar. Die Gallen sind anfangs blassgrün, werden aber später in der Entwicklung gelblich oder auffallend rot.

## Verbreitung und Lebensraum
Die Art lebt in weiten Teilen Europas im Wuchsgebiet der Rotbuche (Fagus sylvatica). Die Gallen findet man oft in Gruppen nah beieinander auf der Oberseite von Buchenblättern. Im Verbreitungsgebiet der Rotbuche ist die Art meistens häufig. Als Lebensraum werden Ränder von Buchenwäldern bevorzugt.
In Nordamerika wurde die Art eingeschleppt.

## Lebensweise
Ende März schlüpfen die ausgewachsenen Mücken, sie fliegen zwischen März und Mai. Die Weibchen belegen jüngste Buchenblätter während der Entfaltung mit Eiern. Jedes Weibchen legt dabei mit ihrer Legeröhre 200–300 rot gefärbte, etwa 0,3 mm große Eier einzeln an die Blattknospen der Buchen. Die Junglarve veranlasst bei der Saugaktivität durch die Absonderung chemischer Stoffe das Buchenblatt dazu, eine Galle zu bilden, in der sie von Nährgewebe (Blattgewebe) lebt. Bei der Bildung der Galle entsteht zunächst ein Wall um die Larve, der sich dann schließt. Im Oktober lösen sich die Gallen an einer Sollbruchstelle von den Blättern, fallen zu Boden und überwintern dort in der Bodenstreu. Anfang März verpuppen sich die Larven schließlich und schlüpfen nach 2–3 Wochen als erwachsene Mücken. Es kommt zu einem Massenauftreten im Abstand von 7–10 Jahren. Dabei kann es zu Schwankungen kommen, die durch konkurrierende Arten parasitisch lebender Hautflügler verursacht werden. Eine sichtbare Schadwirkung verursacht die Buchengallmücke nicht.